# Cap Txeliüskin

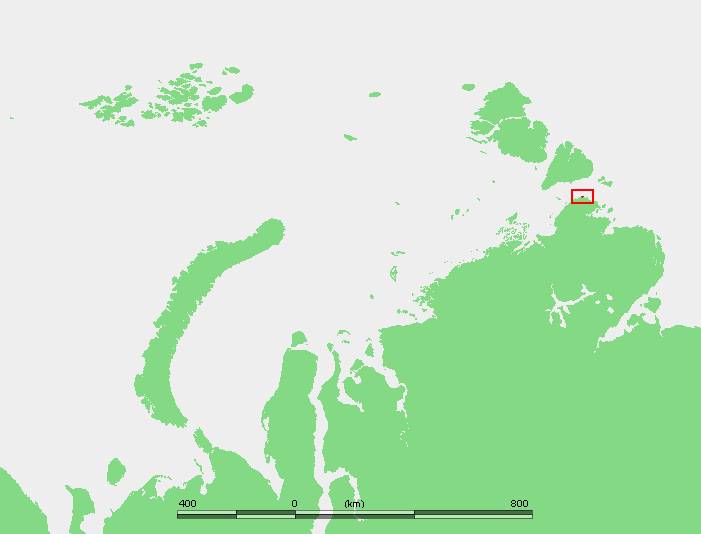
Ubicació del Cap Txeliüskin al nord de la Península de Taimir

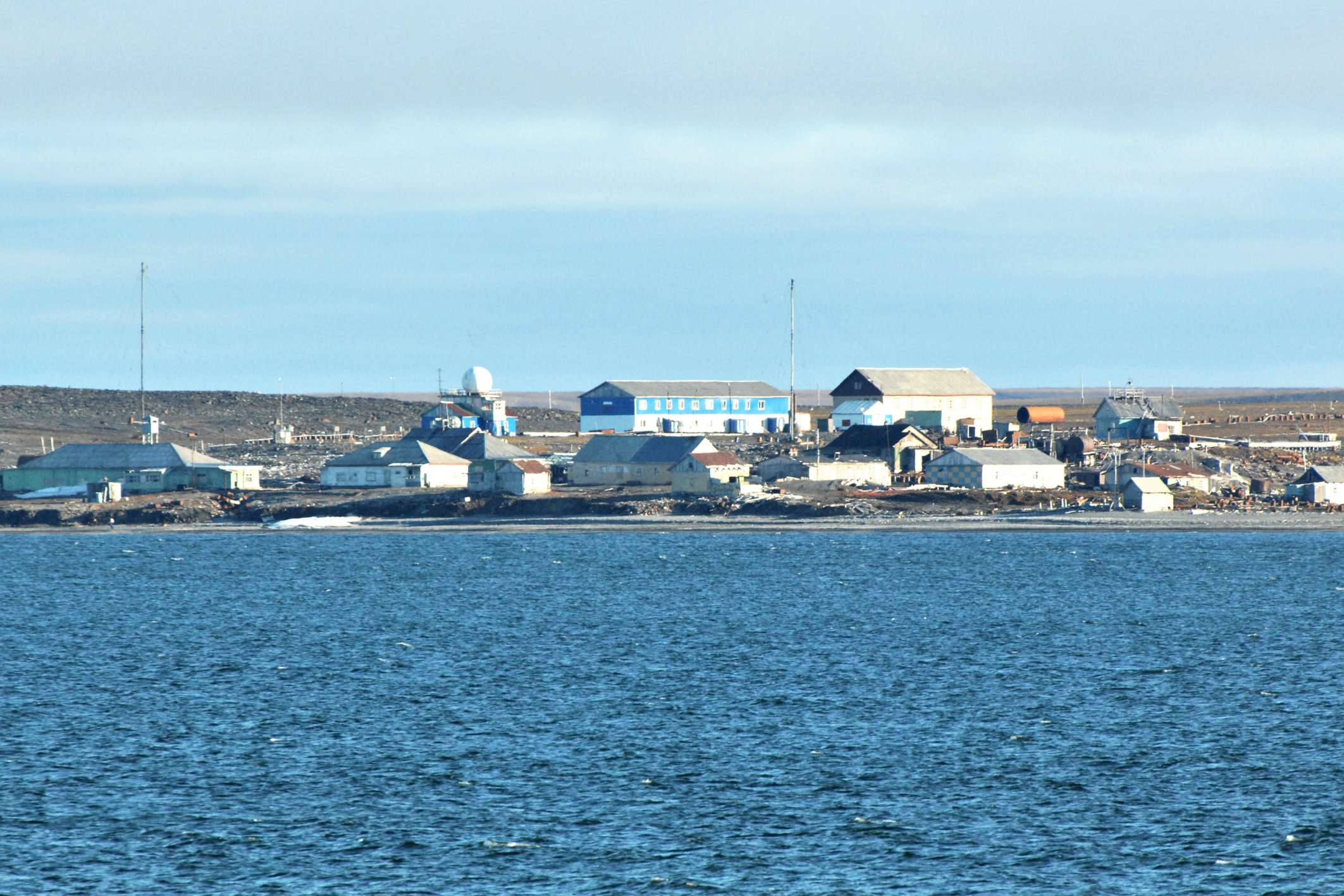
Estació polar situada al cap Txeliüskin

El Cap Txeliüskin (rus: Челю́скин) és el punt més al nord del continent d'Euràsia i el més al nord de la Rússia continental. Es troba a l'extrem de la Península de Taimir, al sud de l'arxipèlag de Terra del Nord. Està banyat per l'aigua de l'estret de Vilkitski, un estret que separa el mar de Kara del mar de Làptev. Administrativament està a Taimíria, actualment part del krai de Krasnoiarsk. Hi ha un far de 17 m d'altura.
El cap Txeliüskin es troba a 1.370 km del pol Nord.

## Història
S'hi va arribar el maig de 1742 per l'expedició comandada per Semion Txeliüskin. Primer es va anomenar Cap del Nord-est i fins al 1842 no va ser oficialment conegut com a Cap Txeliüskin.
El 1919 Roald Amundsen hi va hivernar.
Hi ha una estació meteorològica des de 1932.
Des de 1950 s'extreu urani d'una muntanya 150 km al sud.
Hi ha l'aeroport més septentrional d'Euràsia.

## Clima
Hi ha una estació meteorològica des de 1932. La pluviometria mitjana anual és de 210 litres. La temperatura mitjana anual de -14 °C. Els mesos més freds són gener i febres amb temperatura mitjana de -27 °C i els més càlids juliol i agost amb temperatura mitjana d'1 °C. La màxima absoluta ha estat de 21 °C (agost) i la mínima absoluta de -46 °C (desembre i gener). Aquest clima correspon a una vegetació de desert polar (tundra molt esclarissada) 
| Dades climàtiques a Txeliüskin      | Dades climàtiques a Txeliüskin | Dades climàtiques a Txeliüskin | Dades climàtiques a Txeliüskin | Dades climàtiques a Txeliüskin | Dades climàtiques a Txeliüskin | Dades climàtiques a Txeliüskin | Dades climàtiques a Txeliüskin | Dades climàtiques a Txeliüskin | Dades climàtiques a Txeliüskin | Dades climàtiques a Txeliüskin | Dades climàtiques a Txeliüskin | Dades climàtiques a Txeliüskin | Dades climàtiques a Txeliüskin |
| Mes                                 | gen                            | febr                           | març                           | abr                            | maig                           | juny                           | jul                            | ag                             | set                            | oct                            | nov                            | des                            | anual                          |
| ----------------------------------- | ------------------------------ | ------------------------------ | ------------------------------ | ------------------------------ | ------------------------------ | ------------------------------ | ------------------------------ | ------------------------------ | ------------------------------ | ------------------------------ | ------------------------------ | ------------------------------ | ------------------------------ |
| Màxima rècord °C (°F)               | 0.3 (32.5)                     | −0.5 (31.1)                    | −0.4 (31.3)                    | 4.3 (39.7)                     | 8.2 (46.8)                     | 14.6 (58.3)                    | 24.0 (75.2)                    | 21.6 (70.9)                    | 13.4 (56.1)                    | 5.4 (41.7)                     | −0.3 (31.5)                    | −0.6 (30.9)                    | 24.0 (75.2)                    |
| Màxima mitjana °C (°F)              | −25 (−13)                      | −25.3 (−13.5)                  | −23.5 (−10.3)                  | −17.1 (1.2)                    | −7.5 (18.5)                    | 0.3 (32.5)                     | 3.5 (38.3)                     | 3.0 (37.4)                     | −0.8 (30.6)                    | −8.9 (16)                      | −17.6 (0.3)                    | −22.7 (−8.9)                   | −11.8 (10.8)                   |
| Mitjana diària °C (°F)              | −28.2 (−18.8)                  | −28.4 (−19.1)                  | −27.0 (−16.6)                  | −20.5 (−4.9)                   | −9.9 (14.2)                    | −1.3 (29.7)                    | 1.4 (34.5)                     | 0.9 (33.6)                     | −2.6 (27.3)                    | −11.4 (11.5)                   | −20.7 (−5.3)                   | −25.8 (−14.4)                  | −14.46 (5.97)                  |
| Mínima mitjana °C (°F)              | −31.6 (−24.9)                  | −31.6 (−24.9)                  | −30.2 (−22.4)                  | −23.6 (−10.5)                  | −12.3 (9.9)                    | −2.8 (27)                      | −0.1 (31.8)                    | −0.5 (31.1)                    | −4.4 (24.1)                    | −14.4 (6.1)                    | −24 (−11)                      | −28.9 (−20)                    | −17.0 (1.4)                    |
| Mínima rècord °C (°F)               | −48.8 (−55.8)                  | −45.8 (−50.4)                  | −45.9 (−50.6)                  | −41.7 (−43.1)                  | −28.9 (−20)                    | −18.0 (−0.4)                   | −5.7 (21.7)                    | −11.2 (11.8)                   | −21.2 (−6.2)                   | −33.6 (−28.5)                  | −41.9 (−43.4)                  | −45.6 (−50.1)                  | −48.8 (−55.8)                  |
| Precipitació mitjana mm (polzades)  | 14 (0.55)                      | 13 (0.51)                      | 13 (0.51)                      | 12 (0.47)                      | 14 (0.55)                      | 14 (0.55)                      | 26 (1.02)                      | 30 (1.18)                      | 23 (0.91)                      | 22 (0.87)                      | 12 (0.47)                      | 12 (0.47)                      | 205 (8.06)                     |
| Mitjana de dies de pluja            | 0                              | 0                              | 0                              | 0                              | 0.4                            | 6                              | 13                             | 13                             | 6                              | 0.6                            | 0                              | 0                              | 38                             |
| Mitjana de dies de neu              | 16                             | 15                             | 15                             | 15                             | 22                             | 11                             | 4                              | 6                              | 16                             | 24                             | 21                             | 17                             | 183                            |
| Humitat relativa mitjana (%)        | 83                             | 83                             | 82                             | 83                             | 86                             | 90                             | 93                             | 94                             | 91                             | 86                             | 84                             | 83                             | 86                             |
| Mitjana mensual d'hores de sol      | 0.0                            | 4.0                            | 113.0                          | 252.0                          | 216.0                          | 145.0                          | 161.0                          | 95.0                           | 43.0                           | 15.0                           | 0.0                            | 0.0                            | 1.044                          |
| Font #1: pogoda.ru.net              |                                |                                |                                |                                |                                |                                |                                |                                |                                |                                |                                |                                |                                |
| Font #2: NOAA (sun only, 1961-1990) |                                |                                |                                |                                |                                |                                |                                |                                |                                |                                |                                |                                |                                |